# Schrödinger-operator
Een Schrödinger-operator is een wiskundig object dat de belangrijkste eigenschappen van een kwantummechanisch systeem samenvat. Technisch is het een lineaire transformatie van een deel van een Hilbertruimte. De diverse oplossingen van de schrödingervergelijking, en hun onderlinge verband, blijken uit een grondige analyse van de bijbehorende Schrödinger-operator. Zowel de vergelijking als de operator is genoemd naar Erwin Schrödinger.

## Verantwoording
De tijdsonafhankelijke niet-relativistische schrödingervergelijking voor een elektrisch geladen deeltje in een elektrostatische potentiaal V (of algemener, voor een stel deeltjes in een willekeurig conservatief krachtveld) luidt
{\displaystyle -{\tfrac {1}{2}}\Delta \psi +V\psi =E\psi }
Hierin is {\displaystyle \Delta } de Laplace-operator (de som van de tweede partiële afgeleiden in alle ruimtelijke richtingen), {\displaystyle \psi } de onbekende complexwaardige golffunctie die de meest waarschijnlijke positie van het deeltje aangeeft, en E een eveneens onbekende constante, de totale energie van het deeltje.
Het linkerlid van de vergelijking kan worden opgevat als een lineaire transformatie van de vectorruimte van alle mogelijke oplossingen {\displaystyle \psi }:
{\displaystyle H(\psi )=-{\tfrac {1}{2}}\Delta \psi +V\psi }
De lineaire transformatie H wordt meestal zonder haken genoteerd. Men noemt haar de Hamilton-operator van het systeem, naar analogie van de Hamilton-functie in de bijzondere formulering die William Rowan Hamilton aan de klassieke mechanica gaf.
Oplossingen {\displaystyle \psi } worden a priori gezocht in de Hilbertruimte {\displaystyle {\mathcal {H}}=L^{2}(\mathbb {R} ^{n},\mathbb {C} )} der kwadratisch integreerbare complexwaardige functieklassen in n veranderlijken (zie Lp-ruimte). Een Hilbertruimte is een voorbeeld van een topologische vectorruimte. De studie van lineaire afbeeldingen tussen topologische vectorruimten heet operatorentheorie.
Een belangrijk aspect van de wiskundige definitie van H is haar domein. Afhankelijk daarvan zal H al dan niet kunnen worden opgevat als een zelftoegevoegde operator in een Hilbertruimte. Dat laatste is een vereiste om de oplossingen voor E te kunnen opvatten als fysisch mogelijke waarden van de totale energie van het systeem.

## Definitie
Een Schrödinger-operator, in zijn elementaire vorm, is een zelftoegevoegde operator H op een dichte deelvectorruimte D van {\displaystyle {\mathcal {H}}}, die minstens de tweemaal differentieerbare functies met compacte drager omvat, en waarbij H voor die functies kan geschreven worden als de som van (min de helft van) de Laplace-operator en de vermenigvuldiging met een gegeven reële functie V.
A priori moet de functie V niet continu of begrensd zijn, maar wel lokaal integreerbaar. In de praktijk zullen sterk positieve waarden van V geen probleem opleveren, maar moeten voorwaarden worden opgelegd aan de mate waarin V negatief wordt.

## Interpretatie
In de Schrödinger-formulering van de kwantummechanica komen fysische eigenschappen van het systeem overeen met zelftoegevoegde operatoren op een Hilbertruimte. De Laplace-operator (met voorfactor min één tweede) stelt de kinetische energie van het geladen deeltje voor, de vermenigvuldiging met V stelt de potentiële energie voor.
Door het bestuderen van H als operator wordt de schrödingervergelijking een eigenwaardeprobleem. We zoeken naar vectoren {\displaystyle \psi } die door H op een constant veelvoud van zichzelf worden afgebeeld (zogeheten eigenvectoren). De bijhorende constante, de eigenwaarde, is zoals gezegd de totale energie van het systeem.

## Onbegrensde operator
Een Schrödinger-operator is geen continue lineaire transformatie ten opzichte van de topologie van de Hilbertruimte. Het is wel een gesloten operator in de zin dat zijn grafiek
{\displaystyle \left\{(x,Hx)|x\in {\mathcal {H}}\right\}}
een gesloten deelverzameling is van het Cartesisch product {\displaystyle {\mathcal {H}}\times {\mathcal {H}}} van de Hilbertruimte met zichzelf.
De eis dat H zelftoegevoegd is, is veel strenger dan alleen maar de symmetrie ten opzichte van het inwendig product van de Hilbertruimte
{\displaystyle \forall \phi ,\psi \in D:\langle \phi ,H\psi \rangle =\langle H\phi ,\psi \rangle }
De toegevoegde operator H* moet namelijk precies hetzelfde domein hebben als H. Hoe groter het domein van H, des te kleiner het domein van zijn toegevoegde H*. De belangrijkste technische moeilijkheid is dus, een precies geschikte domeinverzameling D vastleggen. Fysisch komt dit overeen met het selecteren van de juiste randvoorwaarden bij de Schrödingervergelijking.
De eenvoudigste Schrödinger-operator is de (negatieve) Laplace-operator. Hij is zelftoegevoegd op de verzameling kwadratisch integreerbare functieklassen die bijna overal tweemaal partieel differentieerbaar zijn, en waarvan de eerste en tweede partiële afgeleiden opnieuw kwadratisch integreerbaar zijn (Sobolev-ruimte).
Van sommige andere Schrödinger-operatoren kan worden aangetoond dat ze zelftoegevoegd zijn door ze op te vatten als een storing van een bekende operator. Zij T een zelftoegevoegde operator in een Hilbertruimte. Een operator S heet relatief compact ten opzichte van T als hij kan worden opgevat als een compacte operator van de grafiek van T naar de oorspronkelijke Hilbertruimte. In dat geval is T+S opnieuw een zelftoegevoegde operator op het domein van T.

## Halfgroepen
Een Schrödinger-operator is de generator (tijdsafgeleide in tijdstip 0) van een eenparameter-halfgroep van operatoren. De leden van de halfgroep geven de oplossing van de zogeheten tijdsafhankelijke Schrödingervergelijking voor imaginaire tijden. Naar deze halfgroepen wordt verwezen als Schrödinger-halfgroepen.

## Uitbreidingen
De naam Schrödinger-operator wordt ook nog gebruikt voor andere, meer algemene lineaire transformaties die de energie van een kwantummechanisch systeem uitdrukken in een of andere vorm van de schrödingervergelijking. Zo bestaat er ook een schrödingervergelijking (en bijhorende operator) met spin. Een magnetische Schrödinger-operator bevat een extra term waarin een vectorpotentiaal optreedt. De toestandsruimte {\displaystyle \mathbb {R} ^{n}} kan worden vervangen door een algemenere Riemann-variëteit met bijhorende Laplace-operator.